# San Sebastiano al Vesuvio
San Sebastiano al Vesuvio (San Bastiane in napoletano) è un comune italiano di 8 581 abitanti della città metropolitana di Napoli in Campania.

## Geografia fisica
Situata sulle pendici del complesso vulcanico Somma-Vesuvio, è ormai parte integrante dell’agglomerato urbano della città di Napoli. Confina con Ercolano, Massa di Somma, Cercola, San Giorgio a Cremano e Napoli, rientrando nell'area metropolitana di quest'ultima. Ha un'altitudine che va da 75 a 475 m s.l.m. mentre 175 m s.l.m. è la misurazione effettuata nei pressi del palazzo comunale. Ha classificazione sismica Zona 2: sismicità media, PGA fra 0,15 e 0,25 g.

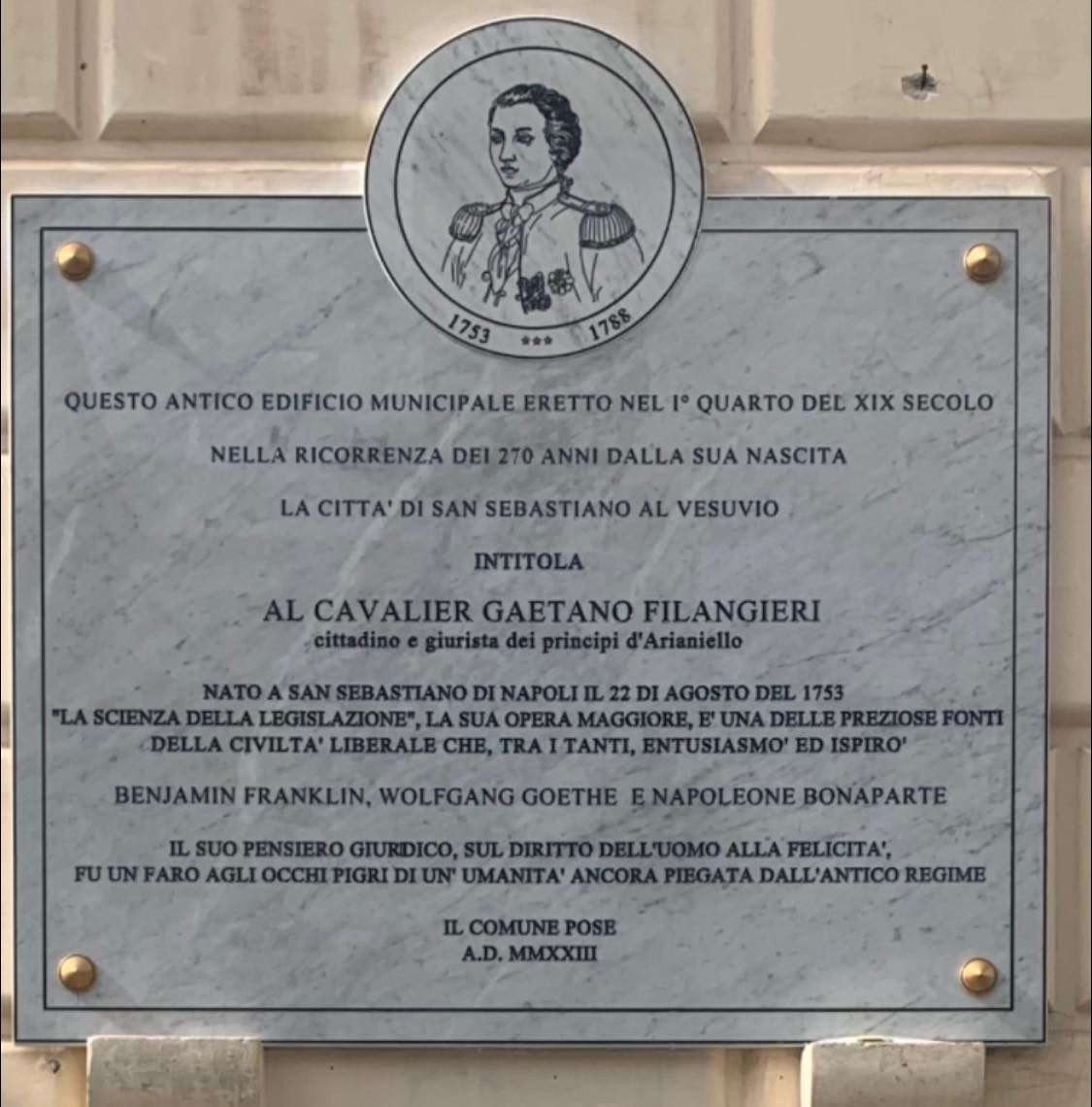
Lapide che commemora la nascita di Gaetano Filangieri a San Sebastiano al Vesuvio. Palazzo della Cultura cavalier Gaetano Filangieri sito in piazza Municipio

## Storia
Il suo nome riflette il culto di san Sebastiano, patrono della piccola comunità fin dalla sua costituzione, mentre la storia del territorio comunale si identifica con le vicende dei popoli stanziatisi anticamente all'ombra del vulcano Somma-Vesuvio, che furono assorbiti dalla civiltà osca nel suo periodo di massima diffusione.
Nel Medioevo il feudo appartenne dapprima al Castrum Summae; in seguito conobbe la giurisdizione del monastero di San Sebastiano, ai cui monaci si deve appunto la costruzione della chiesa intorno alla quale si coagulò il primo nucleo dell'attuale abitato, spesso vittima della furia distruttrice del Vesuvio (peraltro particolarmente rovinosa in occasione delle eruzioni del 1855, 1872 e del 1944). Difatti, l'eruzione del marzo del 1944 distrusse circa il 40% dell'agglomerato urbano, che fu soggetto ad opere di ricostruzione negli anni successivi. Al giorno d'oggi, San Sebastiano presenta un aspetto ordinato e moderno; nel 1953 dal territorio comunale venne scorporata, e costituita in comune autonomo, la frazione di Volla. Domina il centro del paese l'imponente cupola maiolicata, dell'antica chiesa Madre, progettata nel XVII secolo. Il tempio, l’unico dell’arcidiocesi di Napoli ad essere dedicato a San Sebastiano martire, fu elevato a dignità’ di Santuario Diocesano, il 21 gennaio del 2007, dall’arcivescovo di Napoli: il cardinale Crescenzio Sepe. 
Il vecchio edificio comunale, ubicato di fronte al Santuario e progettato nel I quarto del XIX secolo, nel 2023, in occasione dei 270 anni dalla sua nascita a San Sebastiano al Vesuvio, è stato intitolato al cavalier Gaetano Filangieri. Al suo interno ha ospitato la sede del Ente Parco Nazionale del Vesuvio dal 1995 fino alla fine del 2008. Attualmente la sede principale del Parco Nazionale del Vesuvio è sita nel Palazzo Mediceo in Ottaviano. Figlio illustre di questa terra è il noto giurista e illuminista Gaetano Filangieri cavaliere dei principi d'Arianiello.

### Simboli
Lo stemma e il gonfalone del comune di San Sebastiano al Vesuvio sono stati concessi con decreto del presidente della Repubblica del 22 aprile 1998.
La fenice è simbolo della ricostruzione e della rinascita del paese dopo la distruzione causata dalla violenta eruzione del vulcano del 1944.
Il gonfalone è un drappo di giallo.

## Monumenti e luoghi d'interesse

### Architetture religiose
- Santuario di San Sebastiano Martire, chiesa madre della città (XVI secolo, rimaneggiata nel XVIII secolo)
- Cappella pubblica di San Vito Martire a San Domenico, detta Cianciulli (1518, rifondata 1744)
- Cappella pubblica di Santa Maria di Costantinopoli (1659, ampliata nel 1763)
- Cappella privata della Vergine del Rosario, nella Masseria del Monaco Ajello (fine XVII secolo)
- Cappella privata del convento francescano "Terz'ordine Verolino" (fine XVII secolo)

### Ville vesuviane
- Villa Figliola (XVII secolo)
- Villa Tufarelli di Sopra (XVIII secolo)

### Masserie vesuviane
- Masseria del Monaco Ajello (XVII secolo)
- Masseria Cangiano (XVII secolo)
- Masseria Parancola (ex Coppola)
- Masseria Flauti (XVII secolo)
- Masseria Riccardi (ex Pandolfo)
- Ex Masseria Cajano a Casagnolella (XVI secolo)

### Edifici storici
- Casa della cultura "Cavalier Gaetano Filangieri"[8] (XIX secolo)
- Palazzo Falconi (XVII/XIX secolo)
- Convento francescano "Terz'ordine Verolino" (XVII secolo)
- Canonica del Priore (XVIII secolo)
- Palazzo Spàrano "a Casa Luca" (XVIII secolo)

## Società

### Evoluzione demografica
Dal 1861, anno in cui si tenne il primo censimento della storia italiana, al 2001 il comune di San Sebastiano al Vesuvio ha fatto registrare un costante aumento della popolazione. Nel censimento del 2011 si è registrata, per la prima volta, una netta diminuzione della popolazione, passata dai 9 849 abitanti del 2001 ai 9 167 abitanti. La variazione negativa è pari, pertanto, al 6,9%.
Abitanti censiti

## Economia ed occupazione
Risultano insistere sul territorio del comune 146 attività industriali con 664 addetti pari al 31,66% della forza lavoro occupata, 213 attività di servizio con 332 addetti pari al 15,83% della forza lavoro occupata, altre 178 attività di servizio con 516 addetti pari al 24,61% della forza lavoro occupata e 41 attività amministrative con 585 addetti pari al 27,90% della forza lavoro occupata.
Risultano occupati complessivamente 2.097 individui, pari al 21,29% del numero complessivo di abitanti

## Amministrazione dal 1955 ad oggi
| Periodo | Periodo   | Primo cittadino        | Partito                            | Carica                  | Note |
| ------- | --------- | ---------------------- | ---------------------------------- | ----------------------- | ---- |
| 1955    | 1990      | Raffaele Capasso       | Partito Socialista Italiano        | Sindaco                 |      |
| 1990    | 1993      | Angelo Anacleria       | Partito Socialista Italiano        | Sindaco                 |      |
| 1993    | 2001      | Giuseppe Capasso       | Partito Democratico della Sinistra | Sindaco                 |      |
| 2001    | 2006      | Silvio Carpio          | Democratici di Sinistra            | Sindaco                 |      |
| 2006    | 2015      | Giuseppe Capasso       | L'Unione-PD                        | Sindaco                 |      |
| 2015    | 2016      | Ferdinando Santoriello |                                    | Commissario prefettizio |      |
| 2016    | 2021      | Salvatore Sannino      | Partito Democratico                | Sindaco                 |      |
| 2021    | in carica | Giuseppe Panico        | Lista Civica San Sebastiano 2030   | Sindaco                 |      |